# Werner Bruhns
Pour les articles homonymes, voir Bruhns.
Werner Peter Max Bruhns, né à Hambourg (Allemagne) le 10 octobre 1928 et mort dans cette ville le 16 octobre 1977, est un acteur allemand.

## Biographie
Il divorça en 1957 de Christiane Kubrick avec qui il a eu une fille Katarina, née en 1953 (qui devient, le 10 mars 1984, l'épouse de Philip Hobbs avec lequel elle a trois enfants avant de divorcer en 2001), et qui épousera en 1958 Stanley Kubrick, rencontré alors qu'elle jouait dans Les Sentiers de la gloire (1957).

## Filmographie

### Au cinéma
- 1957 : Der Stern von Afrika : Werner Haydenreich
- 1969 : Wenn süß das Mondlicht auf den Hügeln schläft : Jocelyn
- 1970 : Un prêtre pas comme les autres : Hauptkommissar Bossum
- 1974 : Le Dossier Odessa : Hoffmann
- 1974 : Magdalena la Sexorcisée : Prof. Falk
- 1976 : 1900 : Ottavio Berlinghieri

### À la télévision
- 1958 : Blick zurück im Zorn
- 1958 : Der Mustergatte
- 1959 : Die Caine war ihr Schicksal
- 1960 : Der Traum des Mr. Borton
- 1960 : Kreuze am Horizont
- 1961 : Am Abend ins Odeon
- 1961 : Ein Augenzeuge
- 1962 : Der Mann aus Guayaquil
- 1962 : Golden Boy
- 1963 : Das Glück läuft hinterher : Dieter Vorbauer
- 1963 : Das kleine Hofkonzert - Musikalisches Lustspiel aus der Welt Carl Spitzwegs
- 1963 : Hafenpolizei
- 1964 : Das Mietshaus
- 1964 : Ein Sommer - ein Herbst
- 1964 : Ich fahre Patschold
- 1964 : Stahlnetz : Rehe (de)
- 1965 : Das Kriminalmuseum
- 1965 : Die fünfte Kolonne
- 1966 : Der Fall Hau
- 1966 : Der Verrat von Ottawa
- 1967 : Das Arrangement
- 1967 : Kampf um Kautschuk
- 1967 : Les Cavaliers de la route
- 1968 : Der Auftrag
- 1968 : Die Rivalin
- 1969 : Nachrichten aus der Provinz
- 1970 : 11 Uhr 20
- 1970 : Der Kommissar
- 1971 : Die Entführung
- 1971 : Eine konsequente Frau
- 1971 : Hamburg Transit
- 1971 : Klassenkampf
- 1972 : Alarm
- 1972 : Ein Toter stoppt den 8 Uhr 10
- 1972 : Geliebter Mörder
- 1973 : Gabriel
- 1974 : Der Tod der Schneevögel
- 1974 : Okay S.I.R.
- 1974 : Plus minus null
- 1974 : Tatort
- 1974 : Tod eines Mannequins
- 1975 : Eurogang
- 1975 : Gestern gelesen
- 1976 : Inspecteur Derrick
- 1976 : Meine beste Freundin
- 1977 : Flucht